# Románia a 2020. évi nyári olimpiai játékokon
Románia a japán Tokióban megrendezett 2020. évi nyári olimpiai játékok egyik részt vevő nemzete volt. Az országot 17 sportágban 101 sportoló képviselte, akik összesen 4 érmet szereztek.

## Érmesek
| Érem  | Versenyző                                                                         | Sportág | Versenyszám                    |
| ----- | --------------------------------------------------------------------------------- | ------- | ------------------------------ |
| Arany | Nicoleta-Ancuța Bodnar Simona Radiș                                               | Evezés  | Női kétpár                     |
| Ezüst | Ana Maria Popescu                                                                 | Vívás   | Női egyéni párbajtőr           |
| Ezüst | Mihăiță Vasile Țigănescu Mugurel Semciuc Ștefan Constantin Berariu Cosmin Pascari | Evezés  | Férfi kormányos nélküli négyes |
| Ezüst | Marius Cozmiuc Ciprian Tudosă                                                     | Evezés  | Férfi kormányos nélküli kettes |

## Asztalitenisz
Férfi
| Versenyző      | Versenyszám | 64-es főtábla   | 48-as főtábla      | 32-es főtábla | Nyolcaddöntő | Negyeddöntő | Elődöntő | Döntő   | Helyezés |
| -------------- | ----------- | --------------- | ------------------ | ------------- | ------------ | ----------- | -------- | ------- | -------- |
| Ovidiu Ionescu | Egyes       | Yan (AUS) · 4-1 | Tsuboi (BRA) · 1-4 | kiesett       | kiesett      | kiesett     | kiesett  | kiesett | kiesett  |

Női
| Versenyző                                        | Versenyszám | 64-es főtábla   | 48-as főtábla | 32-es főtábla          | Nyolcaddöntő         | Negyeddöntő          | Elődöntő | Döntő   | Helyezés |
| ------------------------------------------------ | ----------- | --------------- | ------------- | ---------------------- | -------------------- | -------------------- | -------- | ------- | -------- |
| Elizabeta Samara                                 | Egyes       |                 |               | Sawettabut (THA) · 1-4 | kiesett              | kiesett              | kiesett  | kiesett | kiesett  |
| Szőcs Bernadette                                 | Egyes       | Liu (USA) · 2-4 | kiesett       | kiesett                | kiesett              | kiesett              | kiesett  |         |          |
| Daniela Dodean Elizabeta Samara Szőcs Bernadette | Csapat      |                 |               |                        | Egyiptom (EGY) · 3-0 | Hongkong (HKG) · 1-3 | kiesett  | kiesett | kiesett  |

Vegyes
| Versenyző                       | Versenyszám  | Nyolcaddöntő                | Negyeddöntő          | Elődöntő | Döntő   | Helyezés |
| ------------------------------- | ------------ | --------------------------- | -------------------- | -------- | ------- | -------- |
| Ovidiu Ionescu Szőcs Bernadette | Vegyes páros | Pištej/Balážová (SVK) · 4-1 | Hszu/Liu (CHN) · 0-4 | kiesett  | kiesett | kiesett  |

## Atlétika
Férfi
| Versenyző       | Versenyszám     | Előfutam | Előfutam | Elődöntő | Elődöntő | Döntő   | Döntő    |
| Versenyző       | Versenyszám     | Idő      | Hely.    | Idő      | Hely.    | Idő     | Helyezés |
| --------------- | --------------- | -------- | -------- | -------- | -------- | ------- | -------- |
| Marius Cocioran | 50 km gyaloglás |          |          |          |          | 4:01:43 | 24       |

| Versenyző       | Versenyszám   | Selejtező | Selejtező | Döntő    | Döntő    |
| Versenyző       | Versenyszám   | Eredmény  | Helyezés  | Eredmény | Helyezés |
| --------------- | ------------- | --------- | --------- | -------- | -------- |
| Alin Firfirică  | Diszkoszvetés | 61.90 m   | 16        | kiesett  | kiesett  |
| Alexandru Novac | Gerelyhajítás | 83.27 m   | 7         | 79.29 m  | 12       |
| Andrei Toader   | Súlylökés     | 19.81 m   | 26        | kiesett  | kiesett  |

Női
| Versenyző       | Versenyszám | Előfutam     | Előfutam     | Elődöntő     | Elődöntő     | Döntő        | Döntő        |
| Versenyző       | Versenyszám | Idő          | Hely.        | Idő          | Hely.        | Idő          | Helyezés     |
| --------------- | ----------- | ------------ | ------------ | ------------ | ------------ | ------------ | ------------ |
| Miklós Andrea   | 400 m       | visszalépett | visszalépett | visszalépett | visszalépett | visszalépett | visszalépett |
| Claudia Bobocea | 1500 m      | 4:09.19      | 33           | kiesett      | kiesett      | kiesett      | kiesett      |

| Versenyző        | Versenyszám   | Selejtező | Selejtező | Döntő    | Döntő    |
| Versenyző        | Versenyszám   | Eredmény  | Helyezés  | Eredmény | Helyezés |
| ---------------- | ------------- | --------- | --------- | -------- | -------- |
| Bianca Ghelber   | Kalapácsvetés | 71.72 m   | 11        | 74.18 m  | 6        |
| Florentina Iusco | Távolugrás    | 6.36 m    | 20        | kiesett  | kiesett  |
| Alina Rotaru     | Távolugrás    | 6.51 m    | 17        | kiesett  | kiesett  |
| Daniela Stanciu  | Magasugrás    | 1.90 m    | 18        | kiesett  | kiesett  |

## Birkózás
Férfi
| Versenyző            | Versenyszám        | Nyolcaddöntő        | Negyeddöntő | Elődöntő | Vigaszág               | Bronz- mérkőzés | Döntő   | Helyezés |
| -------------------- | ------------------ | ------------------- | ----------- | -------- | ---------------------- | --------------- | ------- | -------- |
| Albert Saritov       | 97 kg szabadfogás  | Conyedo (ITA) · 1-6 | kiesett     | kiesett  | kiesett                | kiesett         | kiesett | kiesett  |
| Alin Alexuc-Ciurariu | 130 kg kötöttfogás | López (CUB) · 0-9   |             |          | Mirzazadeh (IRI) · 1-5 | kiesett         | kiesett | kiesett  |

Női
| Versenyző     | Versenyszám | Nyolcaddöntő                | Negyeddöntő            | Elődöntő | Vigaszág                | Bronz- mérkőzés | Döntő   | Helyezés |
| ------------- | ----------- | --------------------------- | ---------------------- | -------- | ----------------------- | --------------- | ------- | -------- |
| Alina Vuc     | 50 kg       | Szeliska (BUL) · 0-6        | kiesett                | kiesett  | kiesett                 | kiesett         | kiesett | kiesett  |
| Andreea Ana   | 53 kg       | Kaladzinszkaja (BLR) · 0-10 | kiesett                | kiesett  | kiesett                 | kiesett         | kiesett | kiesett  |
| Incze Kriszta | 62 kg       | Sastin (HUN) · 3-1          | Tinibekova (KGZ) · 0-6 |          | Grigorjeva (LAT) · 7-14 | kiesett         | kiesett | kiesett  |

## Cselgáncs
Férfi
| Versenyző         | Versenyszám | 32-es főtábla      | Nyolcaddöntő        | Negyeddöntő | Elődöntő | Vigaszág elődöntő | Bronz- mérkőzés | Döntő   | Helyezés |
| ----------------- | ----------- | ------------------ | ------------------- | ----------- | -------- | ----------------- | --------------- | ------- | -------- |
| Alexandru Raicu   | Könnyűsúly  | Ono (JPN) · 00-10  | kiesett             | kiesett     | kiesett  | kiesett           | kiesett         | kiesett | kiesett  |
| Vlăduț Simionescu | Nehézsúly   | Omar (LBA) · 10-00 | Hammo (UKR) · 00-01 | kiesett     | kiesett  | kiesett           | kiesett         | kiesett | kiesett  |

Női
| Versenyző     | Versenyszám | 32-es főtábla                | Nyolcaddöntő            | Negyeddöntő | Elődöntő | Vigaszág elődöntő | Bronz- mérkőzés | Döntő   | Helyezés |
| ------------- | ----------- | ---------------------------- | ----------------------- | ----------- | -------- | ----------------- | --------------- | ------- | -------- |
| Andreea Chițu | Harmatsúly  | Thị Thanh Thủy (VIE) · 10-00 | Giuffrida (ITA) · 00-10 | kiesett     | kiesett  | kiesett           | kiesett         | kiesett | kiesett  |

## Evezés
Férfi
| Versenyző | Versenyszám              | Előfutam | Előfutam | Vigaszág | Vigaszág | Elődöntő | Elődöntő | Elődöntő | Döntő   | Döntő   | Döntő   | Helyezés |
| Versenyző | Versenyszám              | Idő      | Hely.    | Idő      | Hely.    | Típus    | Idő      | Hely.    | Típus   | Idő     | Hely.   | Helyezés |
| --- | ------------------------ | -------- | -------- | -------- | -------- | -------- | -------- | -------- | ------- | ------- | ------- | -------- |
| Marius Cozmiuc Ciprian Tudosă | Kormányos nélküli kettes | 6:33.86  | 1        |          |          | A/B      | 6:13.51  | 1        | A       | 6:16.58 | 2       | Ezüst    |
| Marian Enache Ioan Prundeanu | Kétpár                   | 6:13.62  | 3        |          |          | A/B      | 6:29.55  | 5        | B       | 6:16.86 | 3       | 9.       |
| Mihăiță Vasile Țigănescu Mugurel Semciuc Ștefan Constantin Berariu Cosmin Pascari | Kormányos nélküli négyes | 6:03.51  | 4        | 6:09.72  | 1        |          |          |          | A       | 5:43.13 | 2       | Ezüst    |
| Constantin Adam Vlad Dragoș Aicoboae Sergiu-Vasile Bejan Alexandru Petrișor Chioseaua Florin-Nicolae Arteni-Fîntînariu Ciprian Huc Florin-Sorin Lehaci Constantin Radu Adrian Munteanu(kormányos) | Nyolcas                  | 5:39.84  | 3        | 5:27.14  | 5        |          |          |          | kiesett | kiesett | kiesett | kiesett  |

Női
| Versenyző | Versenyszám              | Előfutam | Előfutam | Vigaszág | Vigaszág | Elődöntő | Elődöntő | Elődöntő | Döntő | Döntő   | Döntő | Helyezés |
| Versenyző | Versenyszám              | Idő      | Hely.    | Idő      | Hely.    | Típus    | Idő      | Hely.    | Típus | Idő     | Hely. | Helyezés |
| --- | ------------------------ | -------- | -------- | -------- | -------- | -------- | -------- | -------- | ----- | ------- | ----- | -------- |
| Adriana Ailincăi Iuliana Buhuș | Kormányos nélküli kettes | 7:20.36  | 2        |          |          | A/B      | 6:58.55  | 4        | B     | 7:01.02 | 3     | 9.       |
| Nicoleta-Ancuța Bodnar Simona Radiș | Kétpár                   | 6:49.79  | 1        | A/B      | 7:04.31  | 1        | A        | 6:41.03  | 1.    | Arany   |       |          |
| Gianina Beleagă Ionela-Livia Cozmiuc | Könnyűsúlyú kétpár       | 7:01.74  | 1        | A/B      | 6:42.08  | 3        | A        | 6:49.40  | 6     | 6.      |       |          |
| Roxana Anghel Mădălina Hegheș Elena Logofătu Cristina Popescu | Kormányos nélküli négyes | 6:40.02  | 3        | 6:47.38  | 3        |          |          |          | B     | 6:35.12 | 3     | 9.       |
| Viviana-Iuliana Bejinariu Amalia Bereș Mădălina Bereș Georgiana Dedu Maria-Magdalena Rusu Denisa Tîlvescu Maria Tivodariu Ioana Vrînceanu Daniela Druncea(kormányos) | Nyolcas                  | 6:09.95  | 2        | 5:52.99  | 1        | A        | 6:04.06  | 6        | 6.    |         |       |          |

## Íjászat
| Versenyző            | Versenyszám | Selejtező | Selejtező | 64-es főtábla    | 32-es főtábla | Nyolcaddöntő | Negyeddöntő | Elődöntő | Döntő   | Helyezés |
| Versenyző            | Versenyszám | Pont      | Kiemelt   | 64-es főtábla    | 32-es főtábla | Nyolcaddöntő | Negyeddöntő | Elődöntő | Döntő   | Helyezés |
| -------------------- | ----------- | --------- | --------- | ---------------- | ------------- | ------------ | ----------- | -------- | ------- | -------- |
| Mădălina Amăistroaie | Női egyéni  | 634       | 37        | Lung (CHN) · 2-6 | kiesett       | kiesett      | kiesett     | kiesett  | kiesett | kiesett  |

## Kajak-kenu
| Versenyző                        | Versenyszám      | Előfutam | Előfutam | Negyeddöntő | Negyeddöntő | Elődöntő | Elődöntő | Döntő   | Döntő    | Döntő    | Helyezés |
| Versenyző                        | Versenyszám      | Idő      | Hely.    | Idő         | Hely.       | Idő      | Hely.    | Típus   | Idő      | Helyezés | Helyezés |
| -------------------------------- | ---------------- | -------- | -------- | ----------- | ----------- | -------- | -------- | ------- | -------- | -------- | -------- |
| Cătălin Chirilă                  | Férfi C-1 1000 m | 4:05.617 | 1        |             |             | 4:09.397 | 6        | B       | 4:03.973 | 2        | 11.      |
| Victor Mihalachi                 | Férfi C-1 1000 m | 4:39.865 | 5        | 4:15.007    | 5           | kiesett  | kiesett  | kiesett | kiesett  | kiesett  | kiesett  |
| Cătălin Chirilă Victor Mihalachi | Férfi C-2 1000 m | 4:00.459 | 5        | 3:51.565    | 3           | 3:27.399 | 2        | A       | 3:29.285 | 5        | 5.       |

## Kerékpározás

#### Országúti-kerékpározás
| Versenyző            | Versenyszám         | Idő           | Helyezés      |
| -------------------- | ------------------- | ------------- | ------------- |
| Eduard-Michael Grosu | Férfi mezőnyverseny | nem ért célba | nem ért célba |

#### Hegyi-kerékpározás
| Versenyző    | Versenyszám        | Idő     | Helyezés |
| ------------ | ------------------ | ------- | -------- |
| Vlad Dascălu | Férfi terepverseny | 1:26:03 | 7        |

## Kosárlabda

#### 3x3 kosárlabda
Játékoskeret
| Román női 3x3 kosárlabdacsapat-játékoskeret | Román női 3x3 kosárlabdacsapat-játékoskeret |
| ------------------------------------------- | ------------------------------------------- |
| - Claudia Cuic - Gabriela Mărginean         | - Ancuţa Stoenescu - Sonia Ursu-Kim         |

Eredmények
| Hely. | Csapat                                       | M | Gy | V | P+  | P–  | Pk  | Továbbjutás |
| ----- | -------------------------------------------- | - | -- | - | --- | --- | --- | ----------- |
| 1.    | Egyesült Államok (USA)                       | 7 | 6  | 1 | 136 | 98  | +38 | Elődöntő    |
| 2.    | Az Orosz Olimpiai Bizottság versenyzői (ROC) | 7 | 5  | 2 | 129 | 90  | +39 | Elődöntő    |
| 3.    | Kína (CHN)                                   | 7 | 5  | 2 | 127 | 97  | +30 | Negyeddöntő |
| 4.    | Japán (JPN) (R)                              | 7 | 5  | 2 | 130 | 97  | +33 | Negyeddöntő |
| 5.    | Franciaország (FRA)                          | 7 | 4  | 3 | 118 | 116 | +2  | Negyeddöntő |
| 6.    | Olaszország (ITA)                            | 7 | 2  | 5 | 98  | 125 | −27 | Negyeddöntő |
| 7.    | Románia (ROU)                                | 7 | 1  | 6 | 89  | 142 | −53 |             |
| 8.    | Mongólia (MGL)                               | 7 | 0  | 7 | 79  | 141 | −62 |             |

1. 1 2 3  ROC 2–0, Kína 1–1, Japán 0–2

| 2021. július 24. 10:40 | Kína (CHN)                                           | 21–10 | Románia (ROU) | Aomi Urban Sports Park, Tokió Játékvezetők: Marek Maliszewski (POL), Vanessa Devlin (AUS) |
| 2021. július 24. 10:40 | Jegyzőkönyv                                          |       |               | Aomi Urban Sports Park, Tokió Játékvezetők: Marek Maliszewski (POL), Vanessa Devlin (AUS) |
| 2021. július 24. 10:40 | Van Csi-jüan (Wan Jiyuan), Jang Su-jü (Yang Shuyu) 6 | Pont  | Cuic 4        | Aomi Urban Sports Park, Tokió Játékvezetők: Marek Maliszewski (POL), Vanessa Devlin (AUS) |

| 2021. július 24. 14:25 | Románia (ROU) | 8–20 | Japán (JPN) | Aomi Urban Sports Park, Tokió Játékvezetők: Sara El-Sharnouby (EGY), Markos Michaelides (SUI) |
| 2021. július 24. 14:25 | Jegyzőkönyv   |      |             | Aomi Urban Sports Park, Tokió Játékvezetők: Sara El-Sharnouby (EGY), Markos Michaelides (SUI) |
| 2021. július 24. 14:25 | Ursu-Kim 3    | Pont | Mawuli 9    | Aomi Urban Sports Park, Tokió Játékvezetők: Sara El-Sharnouby (EGY), Markos Michaelides (SUI) |

| 2021. július 25. 10:40 | Románia (ROU) | 14–22 | Olaszország (ITA) | Aomi Urban Sports Park, Tokió Játékvezetők: Szu Jü-jen (Su Yu-yen) (TPE), Jevgenyij Osztrovszkij (RUS) |
| 2021. július 25. 10:40 | Jegyzőkönyv   |       |                   | Aomi Urban Sports Park, Tokió Játékvezetők: Szu Jü-jen (Su Yu-yen) (TPE), Jevgenyij Osztrovszkij (RUS) |
| 2021. július 25. 10:40 | Mărginean 6   | Pont  | D'Alie 13         | Aomi Urban Sports Park, Tokió Játékvezetők: Szu Jü-jen (Su Yu-yen) (TPE), Jevgenyij Osztrovszkij (RUS) |

| 2021. július 25. 17:30 | Románia (ROU) | 11–22 | Egyesült Államok (USA) | Aomi Urban Sports Park, Tokió Játékvezetők: Sara El-Sharnouby (EGY), Marek Maliszewski (POL) |
| 2021. július 25. 17:30 | Jegyzőkönyv   |       |                        | Aomi Urban Sports Park, Tokió Játékvezetők: Sara El-Sharnouby (EGY), Marek Maliszewski (POL) |
| 2021. július 25. 17:30 | Cuic 7        | Pont  | Plum 12                | Aomi Urban Sports Park, Tokió Játékvezetők: Sara El-Sharnouby (EGY), Marek Maliszewski (POL) |

| 2021. július 26. 10:40 | Mongólia (MGL) | 14–22 | Románia (ROU)         | Aomi Urban Sports Park, Tokió Játékvezetők: Szu Jü-jen (Su Yu-yen) (TPE), Edmond Ho (HKG) |
| 2021. július 26. 10:40 | Jegyzőkönyv    |       |                       | Aomi Urban Sports Park, Tokió Játékvezetők: Szu Jü-jen (Su Yu-yen) (TPE), Edmond Ho (HKG) |
| 2021. július 26. 10:40 | Tserenlkham 6  | Pont  | Ursu-Kim, Mărginean 7 | Aomi Urban Sports Park, Tokió Játékvezetők: Szu Jü-jen (Su Yu-yen) (TPE), Edmond Ho (HKG) |

| 2021. július 26. 14:00 | Románia (ROU)   | 12–21 | Az Orosz Olimpiai Bizottság versenyzői (ROC) | Aomi Urban Sports Park, Tokió Játékvezetők: Vanessa Devlin (AUS), Glenn Tuitt (USA) |
| 2021. július 26. 14:00 | Jegyzőkönyv     |       |                                              | Aomi Urban Sports Park, Tokió Játékvezetők: Vanessa Devlin (AUS), Glenn Tuitt (USA) |
| 2021. július 26. 14:00 | three players 4 | Pont  | O. Frolkina, Logunova 8                      | Aomi Urban Sports Park, Tokió Játékvezetők: Vanessa Devlin (AUS), Glenn Tuitt (USA) |

| 2021. július 27. 17:00 | Franciaország (FRA) | 22–12 | Románia (ROU)         | Aomi Urban Sports Park, Tokió Játékvezetők: Glenn Tuitt (USA), Szu Jü-jen (Su Yu-yen) (TPE) |
| 2021. július 27. 17:00 | Jegyzőkönyv         |       |                       | Aomi Urban Sports Park, Tokió Játékvezetők: Glenn Tuitt (USA), Szu Jü-jen (Su Yu-yen) (TPE) |
| 2021. július 27. 17:00 | Touré 11            | Pont  | Ursu-Kim, Stoenescu 4 | Aomi Urban Sports Park, Tokió Játékvezetők: Glenn Tuitt (USA), Szu Jü-jen (Su Yu-yen) (TPE) |

## Labdarúgás
Játékoskeret
| Román férfi labdarúgócsapat-játékoskeret | Román férfi labdarúgócsapat-játékoskeret |
| --- | --- |
| - Mihai Popa - Radu Boboc - Florin Ștefan - Alex Pașcanu - Tudor Băluță - Virgil Ghiță - Ion Gheorghe - Marius Marin - George Ganea - Andrei Ciobanu - Valentin Gheorghe | - Mihai Aioani - Eduard Florescu - Andrei Rațiu - Andrei Chindriș - Ronaldo Deaconu - Ricardo Grigore - Marco Dulca - Andrei Sîntean - Alex Dobre - Antonio Sefer - Ștefan Târnovanu |

Eredmények
Csoportkör
| Hely. | Csapat          | M | Gy | D | V | G+ | G– | Gk | P | Továbbjutás |
| ----- | --------------- | - | -- | - | - | -- | -- | -- | - | ----------- |
| 1.    | Dél-Korea (KOR) | 3 | 2  | 0 | 1 | 10 | 1  | +9 | 6 | Negyeddöntő |
| 2.    | Új-Zéland (NZL) | 3 | 1  | 1 | 1 | 3  | 3  | 0  | 4 | Negyeddöntő |
| 3.    | Románia (ROU)   | 3 | 1  | 1 | 1 | 1  | 4  | −3 | 4 |             |
| 4.    | Honduras (HON)  | 3 | 1  | 0 | 2 | 3  | 9  | −6 | 3 |             |

| 2021. július 22. 20:00 (13:00) |

| Honduras (HON) | 0–1               | Románia (ROU)       |
| -------------- | ----------------- | ------------------- |
|                | (0–1) Jegyzőkönyv | Oliva 45+1' (öngól) |

| Kasima Stadion, Kasima Játékvezető: Leodán González (uruguayi) |

| 2021. július 25. 20:00 (13:00) |

| Románia (ROU) | 0–4               | Dél-Korea (KOR)                                                                           |
| ------------- | ----------------- | ----------------------------------------------------------------------------------------- |
|               | (0–1) Jegyzőkönyv | Marin 27' (öngól) Om Vonszang (Um Won-sang) 59' I Gangin (Lee Kang-in) 84' (11-esből) 90' |

| Kasima Stadion, Kasima Játékvezető: Jesús Valenzuela (venezuelai) |

| 2021. július 28. 17:30 (10:30) |

| Románia (ROU) | 0–0         | Új-Zéland (NZL) |
| ------------- | ----------- | --------------- |
|               | Jegyzőkönyv |                 |

| Sapporo Dome, Szapporo Játékvezető: Kevin Ortega (perui) |

## Ökölvívás
| Versenyző       | Versenyszám    | Selejtező           | Nyolcaddöntő    | Negyeddöntő      | Elődöntő | Döntő   | Helyezés |
| --------------- | -------------- | ------------------- | --------------- | ---------------- | -------- | ------- | -------- |
| Cosmin Gîrleanu | Férfi légsúly  | Aszenov (BUL) · 0-5 | kiesett         | kiesett          | kiesett  | kiesett | kiesett  |
| Claudia Nechita | Női pehelysúly |                     | Ali (SOM) · 5-0 | Irie (JPN) · 2-3 | kiesett  | kiesett | kiesett  |

## Sportlövészet
| Versenyző            | Versenyszám  | Selejtező | Selejtező | Döntő   | Döntő   |
| Versenyző            | Versenyszám  | Pont      | Hely      | Pont    | Hely    |
| -------------------- | ------------ | --------- | --------- | ------- | ------- |
| Laura-Georgeta Coman | Női légpuska | 628.0     | 9         | kiesett | kiesett |

## Tenisz
| Versenyző                     | Versenyszám | 64-es főtábla             | 32-es főtábla                  | Nyolcaddöntő                 | Negyeddöntő | Elődöntő | Bronz- mérkőzés | Döntő   | Helyezés |
| ----------------------------- | ----------- | ------------------------- | ------------------------------ | ---------------------------- | ----------- | -------- | --------------- | ------- | -------- |
| Mihaela Buzărnescu            | Női egyes   | Riske (USA) · 6-7;7-5;6-4 | Vondroušová (CZE) · 1-6;2-6    | kiesett                      | kiesett     | kiesett  | kiesett         | kiesett | kiesett  |
| Monica Niculescu Raluca Olaru | Női páros   |                           | Chan/Chan (TPE) · 7-5;1-6;10-6 | Perez/Stosur (AUS) · 6-7;5-7 | kiesett     | kiesett  | kiesett         | kiesett | kiesett  |

## Torna
Férfi
| Versenyző         | Versenyszám | Selejtező | Selejtező | Döntő    | Döntő    |
| Versenyző         | Versenyszám | Pontszám  | Helyezés  | Pontszám | Helyezés |
| ----------------- | ----------- | --------- | --------- | -------- | -------- |
| Marian Drăgulescu | Ugrás       | 13.999    | 16        | kiesett  | kiesett  |

Női
| Versenyző       | Versenyszám      | Selejtező | Selejtező | Döntő        | Döntő        |
| Versenyző       | Versenyszám      | Pontszám  | Helyezés  | Pontszám     | Helyezés     |
| --------------- | ---------------- | --------- | --------- | ------------ | ------------ |
| Larisa Iordache | Gerenda          | 14.133    | 4         | visszalépett | visszalépett |
| Maria Holbură   | Gerenda          | 12.700    | 43        | kiesett      | kiesett      |
| Maria Holbură   | Ugrás            | 13.166    | -         | kiesett      | kiesett      |
| Maria Holbură   | Felemáskorlát    | 11.100    | 80        | kiesett      | kiesett      |
| Maria Holbură   | Talaj            | 12.200    | 65        | kiesett      | kiesett      |
| Maria Holbură   | Egyéni összetett | 49.166    | 65        | kiesett      | kiesett      |

## Triatlon
| Versenyző      | Versenyszám | 1,5 km úszás | Depózás 1 | 43 km kerékpározás | Depózás 2 | 10 km futás | Összesítés | Összesítés |
| Versenyző      | Versenyszám | Idő          | Idő       | Idő                | Idő       | Idő         | Idő        | Helyezés   |
| -------------- | ----------- | ------------ | --------- | ------------------ | --------- | ----------- | ---------- | ---------- |
| Felix Duchampt | Férfi       | 18:39        | 0:38      | 57:42              | 0:29      | 31:38       | 1:49:06    | 36         |

## Úszás
Férfi
| Versenyző      | Versenyszám    | Selejtező | Selejtező | Selejtező | Elődöntő | Elődöntő | Elődöntő | Döntő   | Döntő   |
| Versenyző      | Versenyszám    | Idő       | Hely      | Össz      | Idő      | Hely     | Össz     | Idő     | Hely    |
| -------------- | -------------- | --------- | --------- | --------- | -------- | -------- | -------- | ------- | ------- |
| Daniel Martin  | 100 m pillangó | 55.09     | 7.        | 53.       | kiesett  | kiesett  | kiesett  | kiesett | kiesett |
| Daniel Martin  | 100 m hát      | 56.91     | 8.        | 38.       | kiesett  | kiesett  | kiesett  | kiesett | kiesett |
| Robert Glință  | 100 m hát      | 53.67     | 4.        | 12.       | 53.20    | 4.       | 8.       | 52.95   | 8.      |
| Robert Glință  | 200 m hát      | 1:59.18   | 3.        | 26.       | kiesett  | kiesett  | kiesett  | kiesett | kiesett |
| David Popovici | 50 m gyors     | 22.77     | 8.        | 40.       | kiesett  | kiesett  | kiesett  | kiesett | kiesett |
| David Popovici | 100 m gyors    | 48.03     | 4.        | 8.        | 47.72    | 4.       | 5.       | 48.04   | 7.      |
| David Popovici | 200 m gyors    | 1:45.32   | 1.        | 4.        | 1:45.68  | 2.       | 7.       | 1:44.68 | 4.      |

Női
| Versenyző             | Versenyszám | Selejtező | Selejtező | Selejtező | Elődöntő | Elődöntő | Elődöntő | Döntő   | Döntő   |
| Versenyző             | Versenyszám | Idő       | Hely      | Össz      | Idő      | Hely     | Össz     | Idő     | Hely    |
| --------------------- | ----------- | --------- | --------- | --------- | -------- | -------- | -------- | ------- | ------- |
| Bianca-Andreea Costea | 50 m gyors  | 25.61     | 2.        | 31.       | kiesett  | kiesett  | kiesett  | kiesett | kiesett |
| Bianca-Andreea Costea | 100 m gyors | 56.35     | 5.        | 35.       | kiesett  | kiesett  | kiesett  | kiesett | kiesett |

## Vívás
| Versenyző         | Versenyszám           | Selejtező             | 32-es főtábla          | Nyolcaddöntő        | Negyeddöntő            | Elődöntő            | Döntő/BM           | Helyezés |
| ----------------- | --------------------- | --------------------- | ---------------------- | ------------------- | ---------------------- | ------------------- | ------------------ | -------- |
| Iulian Teodosiu   | Férfi kard, egyéni    | Mamutov (UZB) · 15-11 | Curatoli (ITA) · 15-13 | Berrè (ITA) · 12-15 | kiesett                | kiesett             | kiesett            | kiesett  |
| Ana Maria Popescu | Női párbajtőr, egyéni |                       | Tikanah (SGP) · 15-10  | Szong (KOR) · 15-6  | Beljajeva (EST) · 15-8 | Lehis (EST) · 15-11 | Szun (CHN) · 10-11 | Ezüst    |